# ONE Business
ONE Business was een uitgever van tijdschriften en boeken in Amsterdam-Duivendrecht. Voornaamste titels waren Elsevier Weekblad en Beleggers Belangen. Eind 2021 is de uitgeverij overgenomen door  de Roularta Media Group. Ze behield eerst haar naam, maar gaat sinds begin 2023 door het leven als Roularta Media Nederland.

## Geschiedenis
ONE Business was eind 2015 opgericht als onafhankelijke uitgeverij, waarbij ONE een afkorting is van Opinie, Nieuws en Entertainment. Begin 2016 werd bekend gemaakt dat het bedrijf van plan was een aantal uitgaven van Reed Business Information, onderdeel van de RELX Group, over te nemen. Daarbij ging het om de volgende titels en websites: het opinieweekblad Elsevier, het maandblad Juist, de glossy Elsevier Stijl, de thematische Elsevier Specials, het financiële weekblad Beleggers Belangen en de websites Elsevier Online, BeleggersBelangen.nl, Beurs.nl. Tot het overnameplan behoorden ook de boekuitgeverij Elsevier Boeken en het eventsbureau Elsevier Events.
Eind november 2016 werd bekend gemaakt dat Reed Business Information akkoord was met de overname en deze activiteiten per 1 december zou overdoen aan ONE Business.
Op 5 januari 2022 had RELX zijn minderheidsaandeel van 33 procent in ONE Business aan de twee aandeelhouders van New Skool Media verkocht.
Op 22 december 2021 maakte de Belgische uitgever Roularta bekend dat het voornemens was New Skool Media over te nemen.. De overname kreeg direct daarna haar beslag.

## Eigenaar
ONE Business was voor 67 procent eigendom van Rob Koghee en Cor Jan Willig, en tot begin 2022 voor 33 procent van de oude eigenaar Reed Business Information (RELX). Koghee en Willig zijn ook eigenaren van de tijdschriftuitgeverij New Skool Media (NSM). ONE Business wordt een 'werkmaatschappij' van NSM genoemd.

## Organisatie
Directeur van ONE Business was Erwin van Luit. Per 1 oktober 2017 werd hij tevens CEO van NSM. De onafhankelijkheid van de redacties was gewaarborgd door een redactiestatuut. Sinds de overname door Roularta is hij Co-CEO van Roularta Nederland.